# 다이후쿠

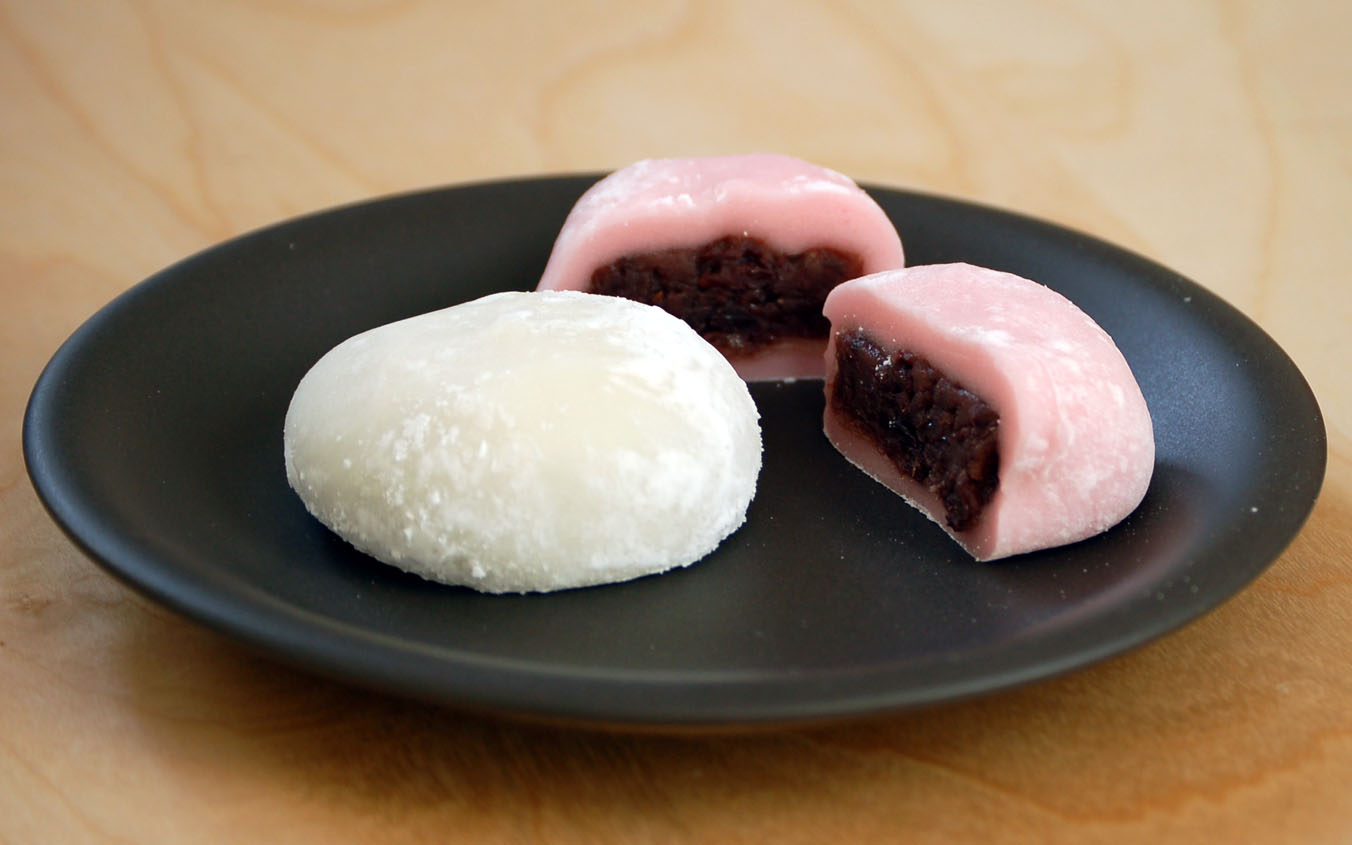
다이후쿠

다이후쿠(일본어: 大福)는 팥소를 넣은 둥근 찹쌀떡이다. 다이후쿠는 일본에서 인기 있는 화과자이며 종종 녹차와 함께 제공된다.
다이후쿠는 다양한 종류가 있다. 가장 흔한 것은 흰색, 옅은 녹색 또는 옅은 분홍색의 안코가 들어간 떡이다. 다이후쿠는 직경이 약 4cm(1.5인치)이다. 거의 모든 다이후쿠는 쌀가루(쌀 전분), 옥수수 전분 또는 감자 전분의 고운 층으로 덮여 있어 서로 달라붙거나 손가락에 달라붙지 않는다. 떡은 떡과 다이후쿠를 만드는 전통적인 방법이지만 전자레인지로도 조리할 수 있다.

## 같이 보기
- 노마이치